# Praderas del Llano
Praderas del Llano är en ort i Mexiko.   Den ligger i kommunen Tula de Allende och delstaten Hidalgo, i den sydöstra delen av landet, 70 km norr om huvudstaden Mexico City. Praderas del Llano ligger 2 094 meter över havet och antalet invånare är 138.
Terrängen runt Praderas del Llano är lite kuperad. Runt Praderas del Llano är det ganska tätbefolkat, med 185 invånare per kvadratkilometer. Närmaste större samhälle är Tepeji de Ocampo, 19,1 km söder om Praderas del Llano. Omgivningarna runt Praderas del Llano är en mosaik av jordbruksmark och naturlig växtlighet.